# 广丰文庙
28°26′23″N 118°11′14″E / 28.43972°N 118.18722°E
广丰文庙是中华人民共和国江西省广丰县的一座文庙，始建于宋，清代为鼎盛时期，现代逐渐被毁，今仅存奎星阁门楼。
文庙始建于北宋熙宁年间，元至元年间毁于兵燹，延祐四年（1317年）建大成殿，泰定三年（1326年）重建泮水桥，建棂星门。明正统九年（1444年）重修，景泰三年（1452年）重建正殿、戟门。清雍正十三年（1735年）重建正殿、两庑、大成门、棂星门及泮池。嘉庆八年（1803年）重建棂星门，十一年重修大成殿、建崇圣祠，十九年重建大成殿及大成门。